# Tylonotus bimaculatus
Tylonotus bimaculatus är en skalbaggsart som beskrevs av Samuel Stehman Haldeman 1847. Tylonotus bimaculatus ingår i släktet Tylonotus och familjen långhorningar. Inga underarter finns listade i Catalogue of Life.